# El Cuartón (Tarifa)
El Cuartón es una pedanía del municipio español de Tarifa. Está situada en el parque natural del Estrecho, a 10 kilómetros de la ciudad y junto a la localidad vecina de El Bujeo.
Se accede a El Cuartón por la carretera N-340, que une Tarifa con Algeciras. Próximo a esta pedanía se encuentra el Mirador del Estrecho.